# M8 AGS
M8 AGS（英語: M8 Armored Gun System, 装甲砲システム）は、アメリカ合衆国のFMC社（のちにユナイテッド・ディフェンス、現在のBAE システムズ・ランド・アンド・アーマメンツ）が開発していた軽戦車・空挺戦車である。
M551シェリダンの後継としてアメリカ陸軍に制式採用されたものの、冷戦の終結を受けた国防予算の削減に伴い、最終的に計画はキャンセルされた。後に近代化したものがアメリカ陸軍のMPF（機動防護火力）計画に候補として提案されたが、こちらはジェネラル・ダイナミクス・ランド・システムズが提案したグリフィンⅡ（後のM10ブッカー戦闘車）に敗れている。

## 来歴

### 開発までの経緯
1977年8月24日、ジミー・カーター大統領は、大統領指示18号により、全世界的規模で即応展開できる部隊の創設を下令した。翌1978年、アメリカ陸軍の第82・第101空挺師団の2個師団とアメリカ海兵隊の1個師団に対して、即応展開任務が指定されたものの、この時点では単なる書類上の規定に過ぎなかった。しかし、翌1979年のイラン革命と、これに続く第2次石油危機を受けて、この種の部隊の必要性は一気にクローズアップされることとなった。カーター大統領は、1980年1月の一般教書演説で、湾岸地域での紛争に対して積極的に介入していくというカータードクトリンを示し、その尖兵として緊急展開軍（RDF：のちのアメリカ中央軍）の創設が決定された。この緊急展開軍においては、軽装備の2個空挺師団と、重装備の第24歩兵師団とともに、空輸による戦略機動力と従来型歩兵師団の火力を両立した先進軽歩兵師団（HTLD）として、第9歩兵師団が指定されていた。
1980年代初頭より、アメリカ陸軍は、この先進軽歩兵師団やAOE軽歩兵師団のように、優れた戦略機動力を備えつつも一定レベルの火力を備えることを求められる部隊に対して機甲火力を付与する計画を開始した。1980年に開始された際には機動防護砲システム（Mobile Protected Gun System, MPGS）と称されていたが、のちに装甲砲システム（Armored Gun System, AGS）に改称された。これは、空挺師団で用いられていたM551シェリダンと、装甲騎兵連隊で用いられていたBGM-71 TOW搭載型ハンヴィーを同時に代替するためのものであった。
1983年、FMC社は、軽量近接戦闘車両（Close Combat Vehicle - Light, CCV-L）の開発に着手した。これは、当初はプライベート・ベンチャーとして開始されたものの、後に小改正の上でAGS計画に応募された。AGS計画では、キャデラック・ゲージ社のスティングレイ軽戦車やテレダイン社の遠征戦車と採用を競った結果、1992年、CCV-LがXM8として採用された。

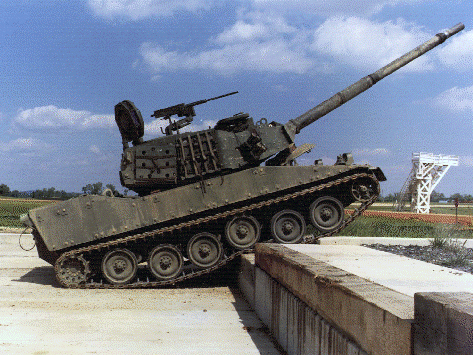
超壕試験中の試作車
カリフォルニアの試験場で105mm砲の実射試験中のXM8

### 計画中止とMPFへの提案
1995年10月、XM8はM8 AGSとして制式化され、生産準備の完了を宣言された。しかし、翌1996年2月5日、アメリカ陸軍は計画のキャンセルを発表した。
アメリカ陸軍への採用の道を絶たれたユナイテッド・ディフェンス社は、トルコや中華民国への売り込みを試みたが、これは成功しなかった。ただし、本車の動力系をもとに小改良の上で開発されたUCVP（Universal Combat Vehicle Platform）は、シンガポール・テクノロジーズ・キネティック社において、バイオニクス歩兵戦闘車やSSPH プリムス自走榴弾砲に採用されている。
製造された試作車は1両が1994年にはLOSAT 高速ミサイルシステムのテストベッドに用いられ、また2003年に1両が"M8 Thunderbolt/AGS 120"の名称で自動装填装置付き120mm滑腔砲を搭載した試験車両に改装されたが、いずれも試作のみで量産はされていない。試作車のうち数両は民間に払い下げられて現存している。

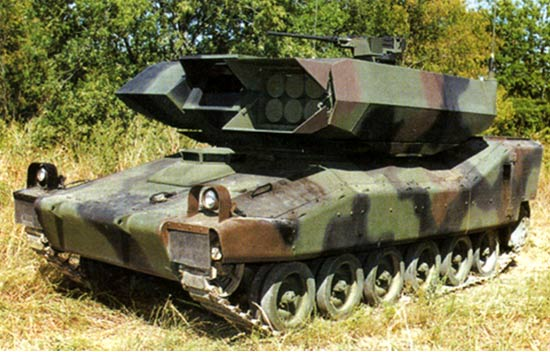
LOSATの発射機を搭載した試作車のうちの1両

2018年からアメリカ陸軍が歩兵旅団戦闘団（Infantry Brigade Combat Team:IBCT）のために500両規模の採用を計画しているMobile Protected Firepower（MPF, 機動防護火力の意）の候補として、BAEシステムズが提案したM8 AGSの近代化バージョンが、ジェネラル・ダイナミクス・ランド・システムズ（GDLS）のグリフィンII（ASCOD歩兵戦闘車ベース）とともに最終候補に選定された。両社に各12両の先行量産車の納入契約が締結されており、2021年1月から6月までの見込みで評価を実施し、採用が決定すれば2022年度から量産を開始する予定としていた。しかし2022年3月頃にBAE社がコンペ参加者から除外された模様とする情報が流れ、同6月末に競争相手のGDLS社と低率初期生産の契約が締結されたことが発表された。2023年6月に、GLDSの提案したグリフィンIIがM10ブッカー戦闘車として制式化されたと発表された。

## 設計

### 動力
動力系は、多くがアメリカ陸軍が既に運用していた装備品との相互運用性を重視して開発されている。
エンジンは、デトロイトディーゼル社製の2ストロークV型6気筒液冷ターボチャージド・ディーゼルエンジンである6V-92TAが採用された。これは、HEMTTで採用された同社製のV型8気筒エンジンである8V-92TAと65%の共通性を備えている。ジェット燃料（JP-8）を用いた場合は550馬力、ディーゼル燃料（DF-2）を用いた場合は580馬力と出力が異なる。変速機は、M2ブラッドレー歩兵戦闘車およびM270 MLRSと同系列のゼネラル・エレクトリック社製のHMPT-500-3EC油圧式変速機が採用されている。これらは、整備性を重視してパワーパック化されており、容易に後方に引き出して整備できる。
走行装置は誘導輪と6個のゴムタイヤ式転輪、後方の起動輪より構成されている。懸架装置はトーションバー・スプリングが採用されており、また、第1・2・3・5・6転輪にはショックアブソーバーが備えられている。

### 火力
主砲は、国産の105mm ライフル砲M35を搭載する。これは、1980年代当時の主力戦車であったM1エイブラムスやM60パットンが搭載していたM68を元に、後座長を増すなどして開発された低反動砲である。
なお、車体の小型・軽量化のため、本車は装填手を廃して乗員は3名構成となっており、弾薬の再装填は自動装填装置を用いて行われる。搭載弾は31発で、うち21発が即用弾となっている。また、射撃統制システムは、M1 エイブラムス主力戦車の搭載品から派生して開発されており、デジタル化されたコンピュータとレーザー測距儀を備えている。ユーザーインターフェースは、イギリスのチャレンジャー2のものが採用された。

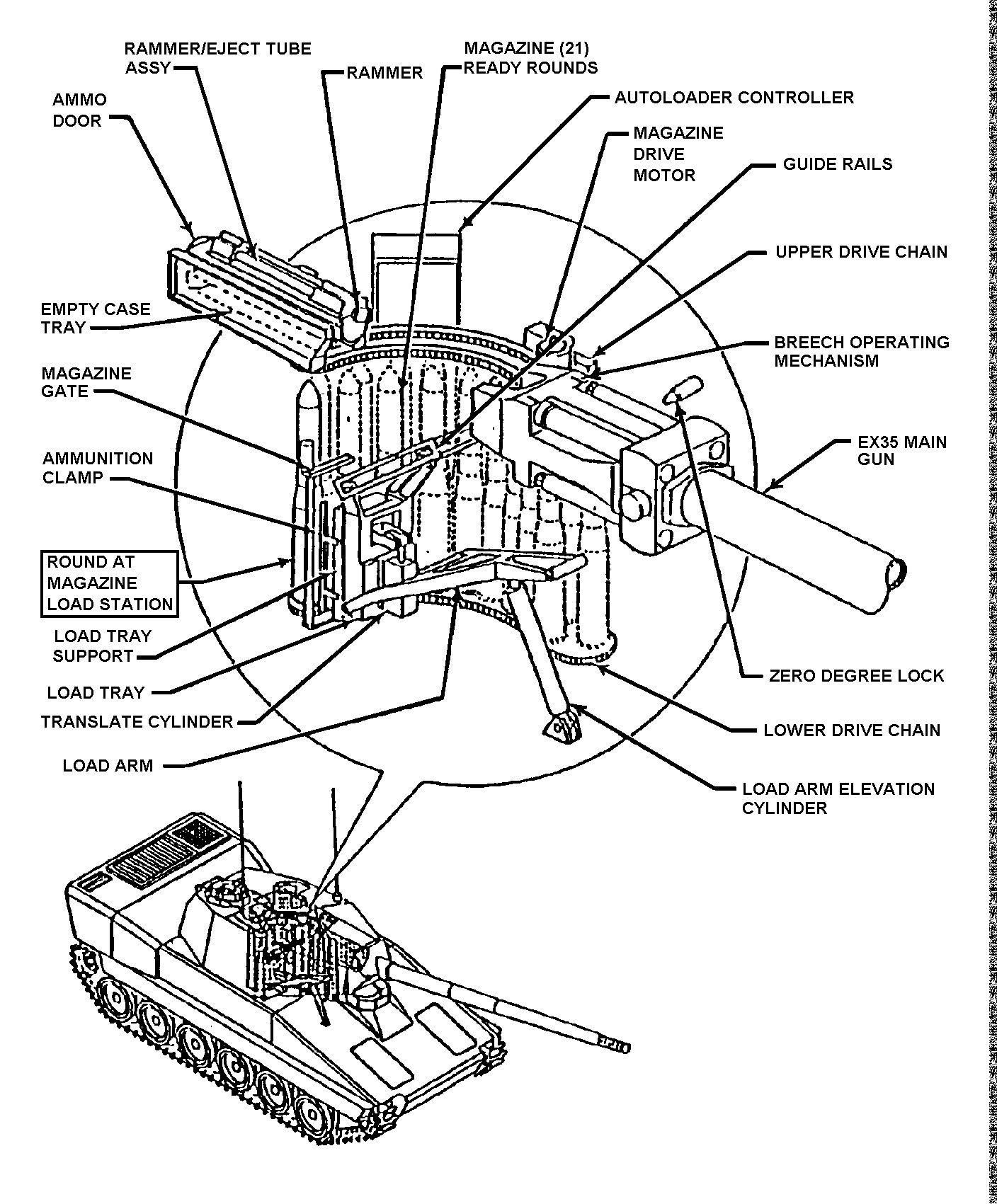
自動装填装置の図解
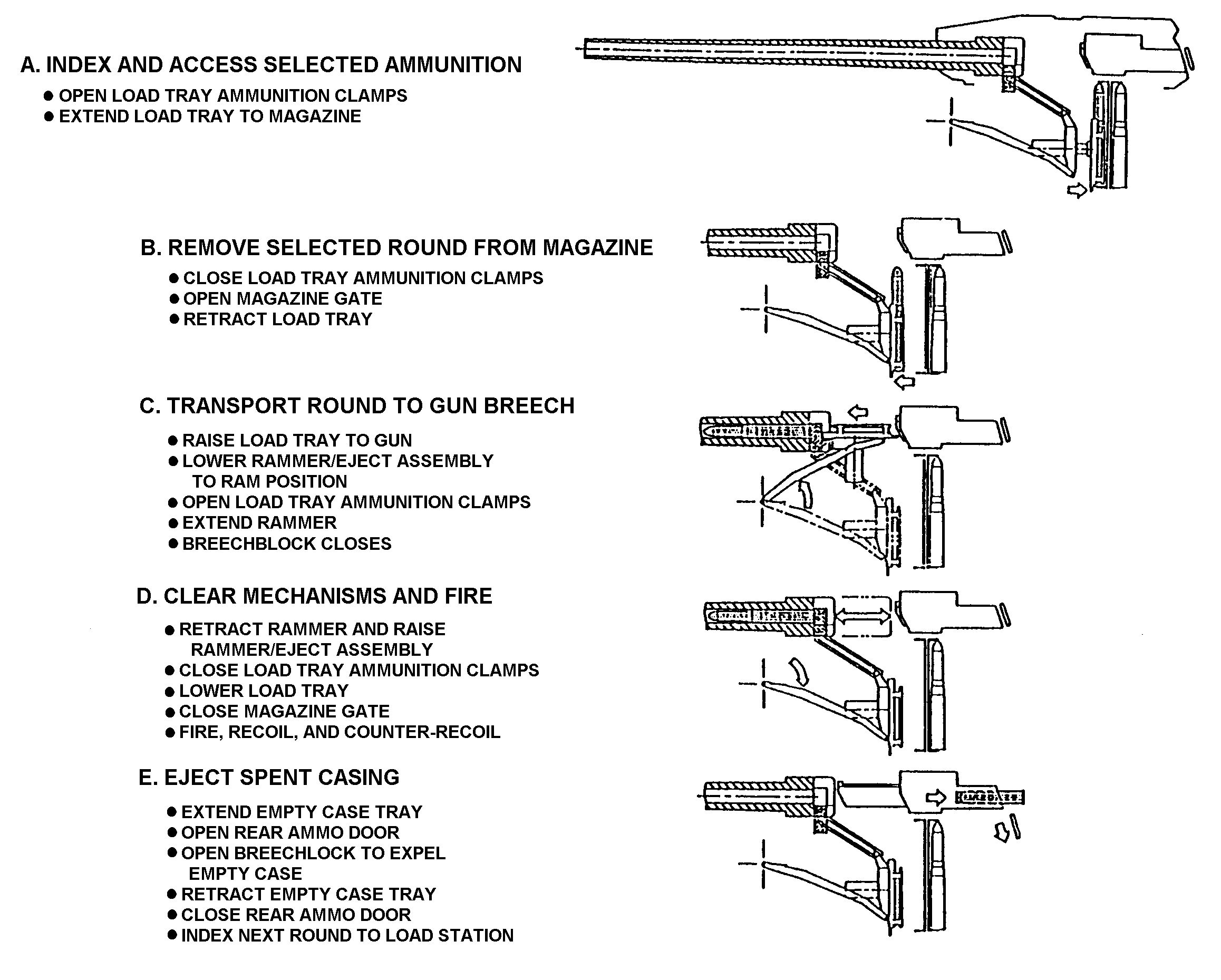
自動装填装置の作動機構の説明図

副武装は、同軸機銃に7.62mm機関銃M240を、車長用武装に12.7mm重機関銃M2を1丁ずつ備えている。

### 防護力
前任者であるM551シェリダンと同様、空輸性を確保するためにアルミニウム合金製の車体を基本として、鋼鉄製の装甲を備えている。また、さらにチタン製のアップリケ装甲(増加装甲)を追加装備することで、防護力を確保している。
防護力としては3段階が設定されている。
レベル1
小口径普通弾および弾片からの防御能力を実現する。装着後の全備重量は19.25tで、C-130 ハーキュリーズ輸送機による空輸と空中投下（低高度パラシュート抽出システム（LAPES）など）が可能となっている。
レベル2
小口径徹甲弾および機関砲弾からの防御能力を実現する。装着後の全備重量は22.25tで、依然としてC-130による空輸は可能であるが、空中投下は不可能となる。
レベル3
30mm口径弾までの機関砲弾および対戦車兵器（RPG-7など）からの防御能力を実現する。装着後の全備重量は24.75tで、C-130による空輸は不可能であるが、C-5 ギャラクシー・C-17 グローブマスターIII・C-141 スターリフターにより空輸できる。

## 登場作品

### 映画
『特攻野郎Aチーム THE MOVIE』
ハンニバル率いるAチームが乗り込む戦車として登場。飛行中のC-130 ハーキュリーズから空中投下し、追撃してくるMQ-9 リーパーと空中戦を繰り広げる。
なお、作中で投下されている車両は装甲レベル3の状態だが、実際には上述のようにこのレベルでは空中投下はおろか、搭載することすら不可能であり、作中のように乗員が乗り込んだまま投下され、なおかつ空中で武装を操作するなどということはできない。

### ゲーム
『Armored Warfare』
Shishkinの軽戦車ルートにて「M8 Buford」の名称でTier8に登場。
ストック状態ではレベル1の防護だが、PROTECTIONの開発を進めるとレベル3の防護に変化する。
また、Tier7の「Stingray 2」と違い、4発装填の弾倉が廃止されている。
『Wargame Red Dragon』
NATO陣営のアメリカ軍デッキで使用可能な戦車として迷彩を施し登場。
『戦闘国家-改-インプルーブド』
アメリカ軍ユニットで生産可能な戦車として登場。